# Olympische Winterspiele 2010/Teilnehmer (Serbien)
| Gelbes Symbol für Goldmedaillen mit stilisierten Olympischen Ringen | Graues Symbol für Silbermedaillen mit stilisierten Olympischen Ringen | Braundes Symbol für Bronzemedaillen mit stilisierten Olympischen Ringen |
| ------------------------------------------------------------------- | --------------------------------------------------------------------- | ----------------------------------------------------------------------- |
| —                                                                   | —                                                                     | —                                                                       |

Serbien nahm an den Olympischen Winterspielen 2010 im kanadischen Vancouver mit zehn Sportlern in vier Sportarten teil.

## Teilnehmer nach Sportarten

### Biathlon
Männer
- Milanko Petrović

### Bob
Männer
- Slobodan Matijević
- Vuk Rađenović
- Igor Šarčević
- Miloš Savić

### Ski Alpin
Frauen
- Nevena Ignjatović
- Jelena Lolović
- Marija Trmčić

### Skilanglauf
| Männer - Amar Garibović | Frauen - Belma Šmrković |